# Salvador Alvarado
Salvador Alvarado là một đô thị thuộc bang Sinaloa, México. Năm 2005, dân số của đô thị này là 76537 người.